# Steve Latshaw
Steve Latshaw est un producteur, réalisateur et scénariste américain, né le 13 août 1959 à Decatur, dans l'Illinois (États-Unis).

## Filmographie

### comme scénariste
- 1997 : Mission Scorpio One (Scorpio One)
- 1997 : Not Quite an Angel
- 1997 : Invisible Dad (vidéo)
- 1998 : Memorial Day
- 1999 : Hijack
- 1999 : Active Stealth (de)
- 1999 : Contre offensive (Counter Measures)
- 2000 : Crash Point Zero
- 2000 : Offensive pour un flic (Militia) (TV)
- 2000 : Commando d'élite (Rangers) (vidéo)
- 2000 : Crash dans l'océan (Submerged)
- 2001 : Stranded
- 2001 : Mach 2
- 2001 : Péril du feu (Ablaze)
- 2002 : Vent de panique (Gale Force) (vidéo)
- 2002 : Impact imminent (Scorcher)
- 2002 : Southern Discomfort: Wrestling on the Indie Circuit
- 2002 : Frogmen Operation Stormbringer
- 2003 : In Hell
- 2004 : L'Île des komodos géants (The Curse of the Komodo)
- 2005 : American Black Beauty (TV)
- 2006 : Xenophobia (TV)
- 2008 : Command Performance

### comme réalisateur
- 1991 : Vampire Trailer Park
- 1993 : Dark Universe
- 1995 : Biohazard: The Alien Force (vidéo)
- 1995 : Jack-O
- 1995 : Bikini Drive-In
- 1998 : Death Mask

### comme producteur
- 1991 : Vampire Trailer Park
- 1993 : Dark Universe
- 1995 : Biohazard: The Alien Force (vidéo)
- 1995 : Jack-O
- 2002 : Southern Discomfort: Wrestling on the Indie Circuit

### comme acteur
- 1995 : Jack-O : Cable Installer
- 1997 : Invisible Dad (vidéo) : Bungling Waiter